# Здоров'я бажаю! або Скажений дембель
Здоров'я бажаю! або Скажений дембель (рос. Здравия желаю! или Бешеный дембель) — радянський фільм 1990 року режисера Юрія Волкогона.

## Сюжет
Юнака на ім'я Митя Агафонов закликають на військову службу. Проводжає юного призовника його наставник майстер по імені Палич. Після прибуття в частину старослужащие негайно повідомляють про порядки в частині, чим викликають невдоволення у Миті, який має намір дотримуватися статуту. Старослужащий «Кока» вирішує провчити недбайливого юнака і пропонує йому строго слідувати букві статуту.

## У ролях
- Антон Андросов — Митя Агафонов
- Віктор Іллічов — прапорщик Туча
- Михайло Кононов — капітан Бодров
- Олег Комаров — Кока
- Микола Гейко — Замотаєв
- Юрій Катін-Ярцев — генерал
- Наталія Коркунова — Аня
- В'ячеслав Кирилич — Палич

## Знімальна група
- Сценарій: Семен Вінокур
- Режисер: Юрій Волкогон
- Оператор: Павло Васільєв
- Композитор: Сергій Сідельников
- Художник Валерій Кукенков